# Nektarios Vlachopoulos

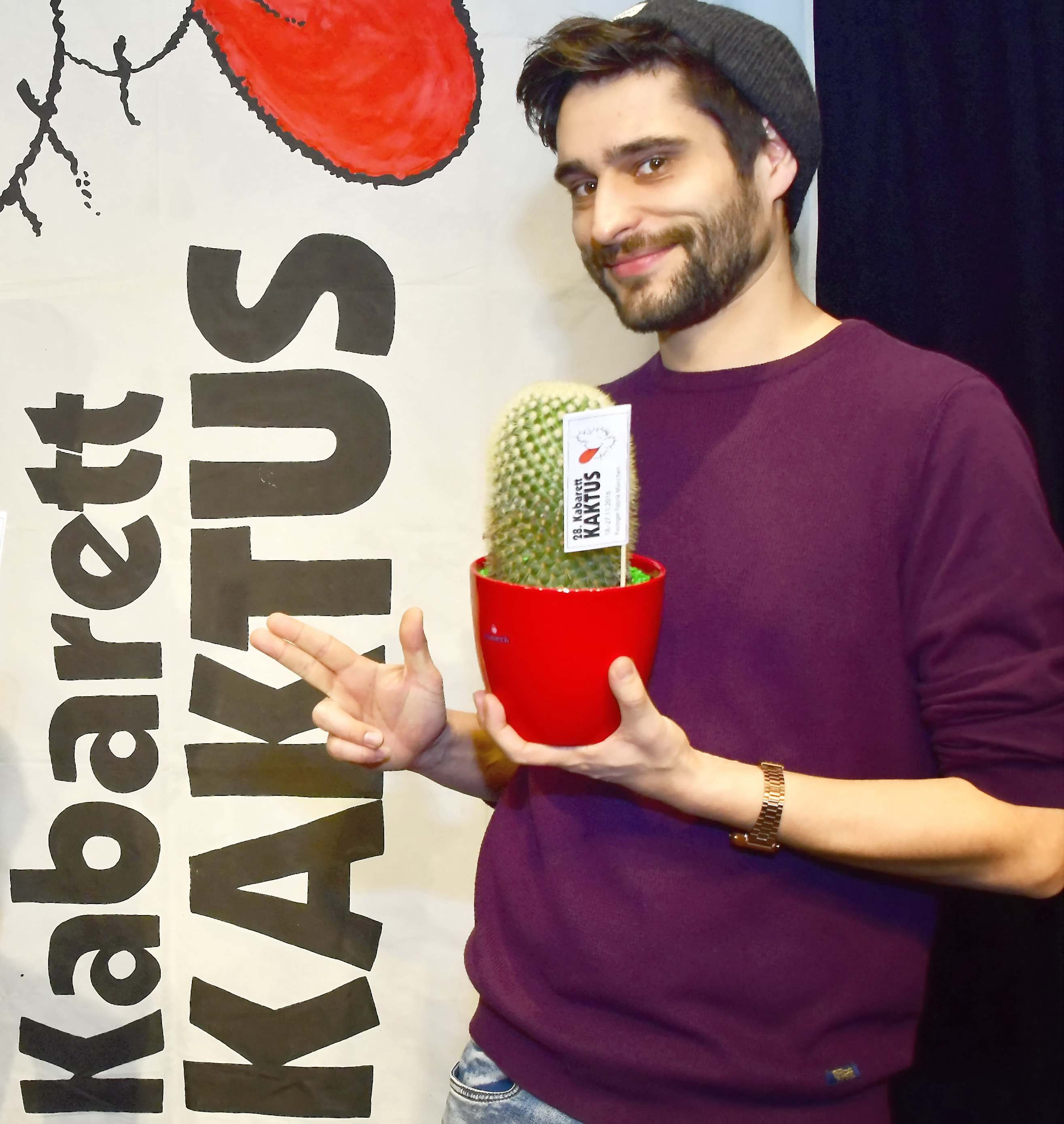
Nektarios Vlachopoulos (2016)

Nektarios Vlachopoulos (* 18. April 1986 in Bretten) ist ein deutscher Slampoet, Comedian und Kabarettist griechischer Abstammung (nach seiner Vita „mit griechischem Integrationshintergrund“).

## Leben und Schaffen
Vlachopoulos studierte Germanistik und Anglistik (auf Lehramt) in Heidelberg. Er etablierte sich seit 2008 auf Poetry-Slam-Bühnen in Deutschland, Österreich und der Schweiz, bevor er 2011 bei den deutschsprachigen Poetry-Slam-Meisterschaften in Hamburg den Meistertitel im Einzelwettbewerb gewann. Seit 2016 tourt er auch mit einem abendfüllenden Soloprogramm durch Deutschland.

## Auszeichnungen
- 2011: Gewinner der deutschsprachigen Poetry-Slam-Meisterschaften (Einzel)
- 2012: Gewinner der ersten Poetry-Slam-Landesmeisterschaft Rheinland-Pfalz
- 2015: Gewinner der Poetry-Slam-Landesmeisterschaft Baden-Württemberg
- 2016: 1. Platz beim Kabarett Kaktus
- 2016: 2. Platz beim Passauer Scharfrichterbeil
- 2017: 1. Platz beim Bielefelder Kabarettpreis (Jury und Publikumspreis)
- 2017: 1. Platz beim Rostocker Koggenzieher
- 2017: Förderpreis des Baden-Württembergischen Kleinkunstpreises
- 2017: 1. Platz bei der Kabarett Bundesliga
- 2017: 1. Platz beim Leipziger Kupferpfennig
- 2018: Mindener Stichling in der Kategorie „Solo“
- 2018: St. Ingberter Pfanne (Preis der Jugendjury)
- 2018: Deutscher Kabarettpreis (Förderpreis)[2]
- 2019: Gewinner der Poetry-Slam-Landesmeisterschaft Baden-Württemberg[3]
- 2022: Bayerischer Kabarettpreis (Senkrechtstarter Preis)[4]

## Veröffentlichungen

### Monografien
- Niemand weiß, wie man mich schreibt. Lappan, 2018. ISBN 978-3830335245.

### Beiträge in Sammelbänden
- Textsorbet - Volume 3G: gesehen, gelesen, gestaunt (Hrsg. Elias Raatz). Dichterwettstreit deluxe, 2022. ISBN 978-3-9820358-6-4.